# La legge
La legge (en francès La Loi i estrenada als Estats Units com Where the Hot Wind Blows) és una pel·lícula franco-italiana de 1959 dirigida per Jules Dassin. L'argument és basta en la novel·la La Loi de Roger Vailland.

## Trama
La bella Marietta (Gina Lollobrigida) és una noia d'un poble petit que viu al poble pesquer de Porto Manacore, al sud d'Itàlia, un poble corrupte governat per un petit lladre Matteo Brigante (Yves Montand). Un enginyer, Enrico Tosso (Marcello Mastroianni) arriba a la ciutat per drenar els aiguamolls i ajuda els vilatans a recuperar la seva ciutat.

## Repartiment
- Gina Lollobrigida - Marietta
- Pierre Brasseur - Don Cesare
- Marcello Mastroianni - Enrico Tosso, l'enginyer
- Melina Mercouri - Donna Lucrezia
- Yves Montand - Matteo Brigante
- Raf Mattioli - Francesco Brigante
- Vittorio Caprioli - Attilio, l'inspector
- Lidia Alfonsi - Giuseppina
- Gianrico Tedeschi - Primer Mocassí
- Nino Vingelli - Pizzaccio
- Bruno Carotenuto - Balbo
- Luisa Rivelli - Elvira
- Anna Maria Bottini - Maria
- Anna Arena - Anna, la dona d'Attilio
- Edda Soligo - Giulia
- Joe Dassin - Nico

## Producció
El rodatge va tenir lloc sobretot al Gargano: precisament a Carpino, mentre que algunes escenes es van rodar a Rodi Garganico, Ischitella, Peschici i San Menaio. La localitat "Baia di Manacore" existeix realment a poca distància de Peschici. És una de les primeres pel·lícules rodades al promontori del Gargano. Si a la novel·la i a la versió francesa la història està ambientada al Gargano, a la versió italiana l'escenari de la història es trasllada a Còrsega.

## Taquilla
Segons els registres de MGM, la pel·lícula va guanyar 750.000 dòlars als Estats Units i Canadà i 325.000 a altres llocs, la qual cosa va suposar una pèrdua neta per a l'estudi de 39.000 dòlars.